# Ridderorden in Rusland

## Moskou en het Keizerrijk Rusland 1400-1917
Moskovië, de staat waaruit Rusland ontstond was niet betrokken bij de kruistochten en het moeilijk bereikbare in zichzelf gekeerde land had geen deel aan de Europese cultuur van ridderlijkheid en ridderorden die Europa in de 13e en 14e eeuw in haar ban hield.
De enige kennismaking met de ridderorden was het gewapende conflict met enige van de in het Baltische gebied actieve militaire orden, de Zwaardridders en de Duitse Orde.
Grootvorst Alexander Jaroslavitch verwierf door aan de oever van de Neva de Duitse Orde te verslaan de bijnaam "Alexander Nevski". Het model van een ridderorde nam hij niet over.
Toen Rusland zich onder Peter de Grote op Europa ging richten was het instellen van een orde naar het model van de Grote Orden van de Kousenband, de Olifant en de Heilige Geest een voor de hand liggende stap. Peter stelde op 11 december 1698 de
- "Orde van Sint-Andreas"

in. De orde nam gedeeltelijk de plaats in van de grote landgoederen en royale beloningen die de edelen traditioneel ontvingen. Zij bleken met een blauw lint en een zilveren ster ook erg tevreden te zijn. Later volgden:
- De Katharina-Orde, een Damesorde. 1714
- De Orde van Sint-Alexander Nevsky 1725
- De Sint-Georgeorde 1769
- De Orde van Sint-Vladimir 1782
- De Orde van Sint-Anna, een Holsteinse Orde uit 1735 werd in 1797 een Russische Orde.

In 1797 stelde tsaar Paul I een Russisch (katholiek) Grootprioraat van de Orde van Malta in. Er was al een (katholiek) Pools Grootprioraat dat door de annexatie van Polen in de Russische invloedssfeer was gekomen. Paul werd op 7 november 1798 door een aantal ridders tot gtrootmeester van de Maltezer Orde gekozen en stichtte daarop in 1798 ook een Russisch(-orthodox) Grootprioraat. Alexander I nam de titel niet over en drong aan op het kiezen van een katholieke grootmeester. In 1810 en 1811 werden de Russische grootprioraten weer ontbonden. zie het artikel:
- De Souvereine Militaire Hospitaalorde van Sint-Jan van Jeruzalem en Malta in Rusland (1798-1811)
- De Orde van de Witte Adelaar, een Poolse Orde uit 1713 werd in 1831 een Russische Orde.
- De Orde van Sint Stanislaus, een Poolse Orde uit 1765 werd in 1831 een Russische Orde.
- De Orde van het Rode Kruis voor Vrouwen en Meisjes 1878

## De Republiek Rusland (1917)
De democratische regering van Kerenski stelde geen nieuwe orde in maar verleende de
- De Orde van Sint-Alexander Nevski
- De Sint-Georgeorde
- De Orde van Sint-Vladimir
- De Orde van Sint-Anna
- De Orde van de Witte Adelaar

en
- De Orde van Sint Stanislaus

in aangepaste vorm, dus zonder kronen op de adelaars of als verhoging.

## De Sovjet-Unie (1917-1992)
Rusland, nu de SFSSR geheten was een van de vele republieken van de Sovjet-Unie. Rusland bezat geen eigen onderscheidingen.

Voor de Sovjet onderscheidingen, allen "socialistische orden" ; zie:
- de categorie "Ridderorde in de Sovjet-Unie" onder aan deze pagina
- het overzicht op Orden van de Sovjet-Unie

## Rusland en de Russische Federatie (1992-)
In 1992 kwam een einde aan de terreur van de Sovjet-Unie en verklaarde Rusland zich onafhankelijk. Het parlement besloot nieuwe orden in te stellen en daarbij in de uitvoering en naamkeuze aan te sluiten bij de tsaristische tradities. In andere orden bleef het type van de socialistische orden herkenbaar.
- De Orde van Sint-Andreas de Eerstgeroepene (Russisch: "Орден Св. Апостола Андрея Первозванного")
- De Militaire Orde van Sint-George (Russisch: "Орден Св. Георгия")
- De Orde van Verdienste voor het Vaderland (Russisch: "Орден «За заслуги перед Отечеством")
- De Orde van Zjoekov (Russisch: "Орден Жукова")
- De Orde van Soevorov (Russisch: "Орден Суворова")
- De Orde van Oesjakov (Russisch: "Орден Ушакова")
- De Orde van Koetoezov (Russisch: "Орден Кутузова")
- De Orde van Alexander Nevski (Russisch: "Орден Александра Невского")
- De Orde van Nachimov (Russisch: "Орден Нахимова")
- De Orde voor Dapperheid (Russisch: "Орден Мужества")
- De Orde van Militaire Verdienste (Russisch: "Орден «За военные заслуги")
- De Orde van Maritieme Verdienste (Russisch: "Орден «За морские заслуги")
- De Orde van de Eer (Russisch: "Орден Почета")
- De Orde van de Vriendschap (Russisch: "Орден Дружбы")